# 4 x 200 meter frisim för damer i simning vid olympiska sommarspelen 2004
Sammanställda resultaten för 4 gånger 200 meter frisim, damer vid de Olympiska sommarspelen 2004.

## Rekord
| Tidigare världsrekord             | USA | Barcelona, Spanien | 7.55,70 | 2003 |
| Tidigare Olympiskt rekord         | USA | Sydney, Australien | 7.57,80 | 2000 |
| Nytt världs- och Olympiskt rekord | USA | Aten, Grekland     | 7.53,42 | 2004 |

## Medaljörer
| Guld:                                                         | Silver:                                         | Brons:                                                                             |
| USA Natalie Coughlin Carly Piper Dana Vollmer Kaitlin Sandeno | Kina Zhu Yingwen Xu Yanwei Yang Yu Pang Jiaying | Tyskland Franziska van Almsick Petra Dallmann Antje Buschschulte Hannah Stockbauer |

## Resultat
Från de 2 kvalheaten gick de 8 snabbaste vidare till final.
Alla tider visas i minuter och sekunder. 

Q kvalificerad till nästa omgång 

DNS startade inte.

DSQ markerar diskvalificerad eller utesluten. 

### Kval

#### Heat 1
1. Storbritannien, (Karen Pickering, Joanne Jackson, Caitlin McClatchey, Melanie Marshall) 8.01,77 Q
2. Australien, (Shayne Reese, Elka Graham, Linda Mackenzie, Giaan Rooney) 8.01,85 Q
3. Tyskland, (Petra Dallmann, Kristin Götz, Hannah Stockbauer, Sara Harstick) 8.03,22 Q
4. Brasilien, (Joanna Melo, Monique Ferreira, Mariana Brochado, Paula Ribeiro) 8.05,58 Q
5. Sverige, (Ida Mattsson, Josefin Lillhage, Lotta Wännberg, Johanna Sjöberg) 8.07,17 Q
6. Frankrike, (Celine Couderc, Elsa N Guessan, Katarin Quelennec, Solenne Figues) 8.09,42
7. Italien, (Alessia Filippi, Sara Parise, Cecilia Vianini, Cristina Chiuso) 8.15,30
8. Grekland, (Zoi Dimoschaki, Marianna Lymperta, Evangelia Tsagka, Georgia Manoli) 8.16,69

#### Heat 2
1. USA, (Lindsay Benko, Rhi Jeffrey, Carly Piper, Rachel Komisarz) 8.00,81 Q
2. Spanien, (Tatiana Rouba, Melissa Caballero, Erika Villaecija, Arantxa Ramos) 8.03,67 Q
3. Kina, (Yingwen Zhu, Ji Li, Yu Yang, Jiaying Pang) 8:05.38 Q
4. Nederländerna, (Celina Lemmen, Haike van Stralen, Chantal Groot, Marleen Veldhuis) 8.08,96
5. Rumänien, (Simona Paduraru, Larisa Lacusta, Beatrice Caslaru, Camelia Potec) 8.09,67
6. Schweiz, (Chantal Strasser, Hanna Miluska, Nicole Zahnd, Flavia Rigamonti) 8.10,41
7. Nya Zeeland, (Helen Norfolk, Alison Fitch, Rebecca Linton, Nathalie Bernard) 8.14,76
8. Slovenien, (Sara Isakovic, Anja Klinar, Anja Carman, Lavra Babic) 8.16,89

### Final
1. USA (Natalie Coughlin, Carly Piper, Dana Vollmer, Kaitlin Sandeno), 7.53,42 Världsrekord och Olympiskt rekord
2. Kina (Yingwen Zhu, Yanwei Xu, Yu Yang, Jiaying Pang), 7.55,97 Asiatiskt rekord
3. Tyskland (Franziska van Almsick, Petra Dallmann, Antje Bushschulte, Hannah Stockbauer), 7.57,35
4. Australien (Alice Mills, Elka Graham, Shayne Reese, Petria Thomas), 7.57,40
5. Storbritannien (Melanie Marshall, Georgina Lee, Caitlin McClatchey, Karen Pickering), 7.59,11
6. Spanien (Tatiana Rouba, Melissa Caballero, Arantxa Ramos, Erika Villaecija), 8.02,11
7. Brasilien (Joanna Melo, Monique Ferreira, Mariana Brochado, Paula Ribeiro), 8.05,29
8. Sverige (Josefin Lillhage, Ida Mattsson, Malin Svahnström, Lotta Wännberg), 8.08,34

## Tidigare vinnare

### OS
- 1896 – 1992: Ingen tävling
- 1996 i Atlanta: USA – 7.59,87
- 2000 i Sydney: USA – 7.57,80

### VM
- 1973 i Belgrad: Ingen tävling
- 1975 i Cali, Colombia: Ingen tävling
- 1978 i Berlin: Ingen tävling
- 1982 i Guayaquil, Ecuador: Ingen tävling
- 1986 i Madrid: DDR – 7.59,33
- 1991 i Perth: Tyskland – 8.02,56
- 1994 i Rom: Kina – 7.57,96
- 1998 i Perth: Tyskland – 8.01,46
- 2001 i Fukuoka, Japan: Storbritannien – 7.58,69
- 2003 i Barcelona: USA – 7.55,70